# Volkswagen Passat
Volkswagen Passat automobil je njemačke marke Volkswagen i proizvodi se od 1973. godine.

## Prva generacija (B1)
Prva generacija, model B1, proizvodila se od 1973. do 1980. godine. Manje preinake bile su 1977. godine.

## Druga generacija (B2)
Druga generacija, model B2, proizvodila se od 1980. do 1988. godine. Manje preinake bile su 1985. godine.

## Treća generacija (B3)
Treća generacija, model B3, proizvodila se od 1988. do 1993. godine.

## Četvrta generacija (B4)
Četvrta generacija, model B4 manja je preinaka modela B3 i proizvodila se od 1993. do 1997. godine.

## Peta generacija (B5.5)
Peta generacija, model B5, proizvodila se od 1996. do 2005. godine. Manje preinake bile su 2000. godine.

## Šesta generacija (B6)
Šesta generacija, model B6, proizvodila se od 2005. do 2011. godine.

## Sedma generacija (B7)
Sedma generacija, model B7, proizvodila se od 2010. do 2015. godine.

## Osma generacija (B8)
Osma generacija, model B8, proizvodi se od 2014. godine.

## Deveta generacija (B9)
Deveta generacija, model B9, proizvodit će se od 2024. godine samo u karavanskoj (Variant) izvedbi.